# Rete testicolare
La rete testicolare (o rete testis) è una rete di anastomosi di tubuli delicati situati nell'ilo del testicolo (mediastino del testicolo), che trasporta lo sperma dai tubuli seminiferi ai dotti efferenti. È la controparte della rete ovarii nelle femmine. La sua funzione è il riassorbimento del fluido.

## Struttura
La rete testicolare è una rete di tubuli comunicanti che si collegano ai tubuli seminiferi retti (la parte terminale dei tubuli seminiferi). Si trovano all'interno di un tessuto connettivo altamente vascolarizzato nel mediastino del testicolo. Le cellule epiteliali formano un unico strato che riveste la superficie interna dei tubuli. Queste cellule sono cubiche, dotate di microvilli e hanno un singolo ciglio sulla superficie.

### Sviluppo
Durante lo sviluppo degli organi urinari e riproduttivi, il testicolo si sviluppa in modo molto simile all'ovaio, che proviene dal mesotelio e dal mesonefro. Come nell'ovaio, nelle sue prime fasi è costituito da una massa centrale coperta da un epitelio superficiale. Nella massa centrale appaiono una serie di cordoni. Questi cordoni si sviluppano verso quello che diventerà l'ilo e formano una rete che diventa la rete testis.

## Funzione
Nella rete testicolare lo sperma diventa più concentrato perché vengono riassorbiti gli altri fluidi. Nel caso in cui ciò non si verifichi lo sperma entrante nell'epididimo non sarà concentrato, con conseguente possibile infertilità.

## Importanza clinica
La trasformazione cistica della rete testis è un disturbo della rete testicolare caratterizzato da molteplici cisti benigne.

## Immagini aggiuntive

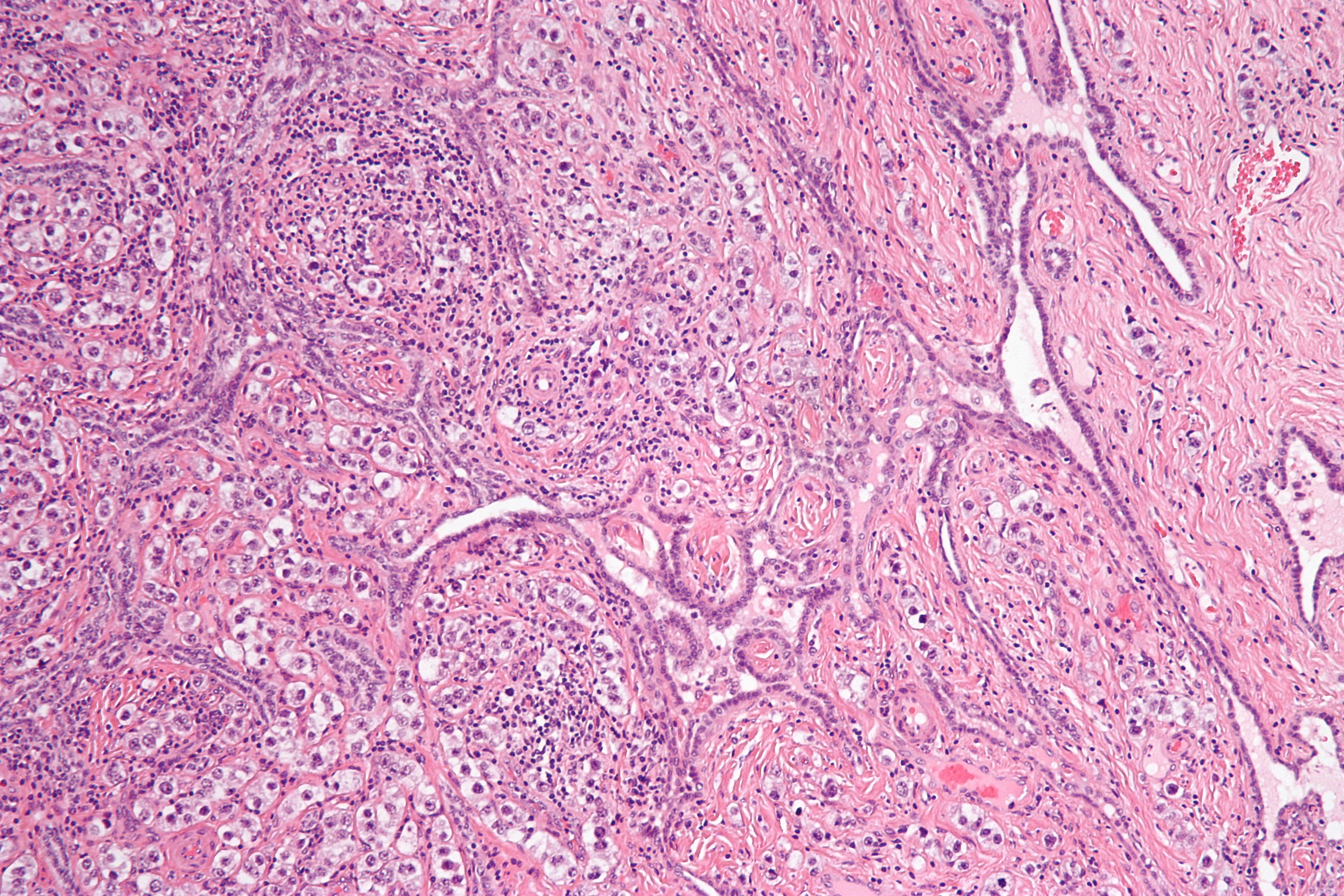
Micrografia della rete testis con colorazione con ematossilina eosina
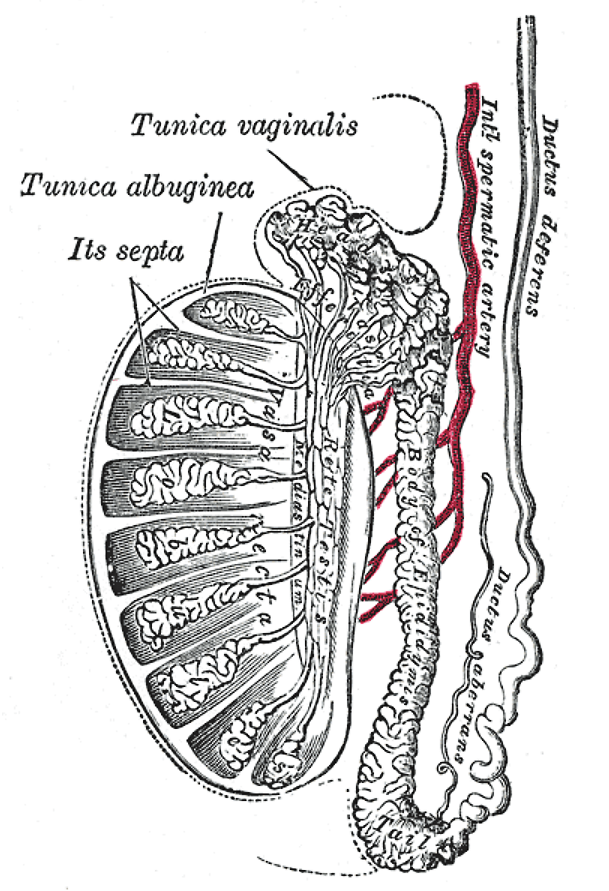
Sezione verticale dei testicoli, per mostrare la disposizione dei tubuli.